# 트리암시놀론
트리암시놀론(triamcinolone)은 장시간 작용하는 합성 코르티코스테로이드로서, 구강, 주사, 흡입, 투약, 크림의 방법으로 복용할 수 있다.

## 이용
트리암시놀론은 피부염, 건선, 관절염, 알레르기, 궤양성 대장염, 홍반, 교감성 안염, 거대 세포 동맥염, 포도막염, 안구 염증, 옻나무 알레르기 접촉 피부염, 아프타성궤양(보통 트리암시놀론 아세토니드를 사용), 유리체 해부 중 백신 주사, 천식 예방 등 각기 다른 수많은 질병을 치료하기 위해 사용된다. 단, 천식이 이미 시작한 뒤에는 천식을 치료하지는 못한다.

## 브랜드 이름
시장에는 다음과 같은 이름으로 판매된다.
- Aristocort
- Kenacort
- Kenalog
- Tricort
- Triaderm
- Azmacort
- Trilone
- Volon A
- Tristoject
- Tricortone
- Ratio-Triacomb

## 같이 보기
- 당질 코르티코이드